# Championnat d'Égypte de football 1950-1951
Navigation
Saison précédente Saison suivante
La saison 1950-1951 du Championnat d'Égypte de football est la 3e édition du championnat de première division égyptien. Dix clubs égyptiens prennent part au championnat organisé par la fédération. Les équipes sont regroupées en une poule unique où elles rencontrent leurs adversaires deux fois, à domicile et à l'extérieur.
C'est le club d'Al Ahly SC, double tenant du titre, qui remporte à nouveau le championnat, après avoir terminé en tête du classement, à égalité de points mais avec une meilleure différence de buts que le Farouk Club. C'est le 3e titre de champion d'Égypte de l'histoire du club, qui réalise un nouveau doublé en battant Al Sekka Al Hadid en finale de la Coupe d'Égypte.

## Les clubs participants
| - Al Ahly SC - Tersana SC - Ismaily SC - Farouk Club - Al-Masry Club | - Port Fouad - Al Olympi - Ittihad Alexandrie - Al Teram - Al Sekka Al Hadid |

## Compétition

### Classement
Le classement est établi sur le barème de points classique (victoire à 2 points, match nul à 1, défaite à 0).
| Rang | Équipe             | Pts | J  | G  | N | P  | Bp | Bc | Diff |
| ---- | ------------------ | --- | -- | -- | - | -- | -- | -- | ---- |
| 1    | Al Ahly SC'T'C     | 25  | 18 | 10 | 5 | 3  | 31 | 12 | +19  |
| 2    | Farouk Club        | 25  | 18 | 11 | 3 | 4  | 27 | 17 | +10  |
| 3    | Al-Masry Club      | 22  | 18 | 8  | 6 | 4  | 25 | 21 | +4   |
| 4    | Tersana SC         | 20  | 18 | 8  | 4 | 6  | 17 | 14 | +3   |
| 5    | Al Sekka Al Hadid  | 18  | 18 | 7  | 4 | 7  | 23 | 17 | +6   |
| 6    | Ismaily SC         | 17  | 18 | 5  | 7 | 6  | 23 | 24 | -1   |
| 7    | Ittihad Alexandrie | 15  | 18 | 5  | 5 | 8  | 14 | 19 | -5   |
| 8    | Al Olympi          | 15  | 18 | 5  | 5 | 8  | 12 | 20 | -8   |
| 9    | Port Fouad         | 13  | 18 | 5  | 3 | 10 | 12 | 27 | -15  |
| 10   | Al Teram           | 10  | 18 | 3  | 4 | 11 | 10 | 23 | -13  |

| Légende : Qualifications et relégations | Légende : Qualifications et relégations                |
| --------------------------------------- | ------------------------------------------------------ |
|                                         | Champion d'Égypte 1950-1951                            |
|                                         | T : Tenant du titre C : Vainqueur de la Coupe d'Égypte |

## Bilan de la saison
| Championnat d'Égypte de football 1950-1951 |                       |
| Champion                                   | Al Ahly SC (3e titre) |
| Coupes et trophées                         |                       |
| Vainqueur de la Coupe d'Égypte 1950-1951   | Al Ahly SC            |
| Promotions et relégations                  |                       |
| Promus en Egyptian Premier League          | Aucun                 |
| Relégués en Egyptian Second League         | Aucun                 |